# 薩克森-哥達-阿爾滕堡的弗蕾德里克
薩克森-哥達-阿爾滕堡的弗蕾德里克（德語：Friederike von Sachsen-Gotha-Altenburg，1715年7月17日—1775年5月2日）是腓特烈二世的女兒，母親是安哈特-采爾布斯特的瑪格達列娜·奧古斯塔。

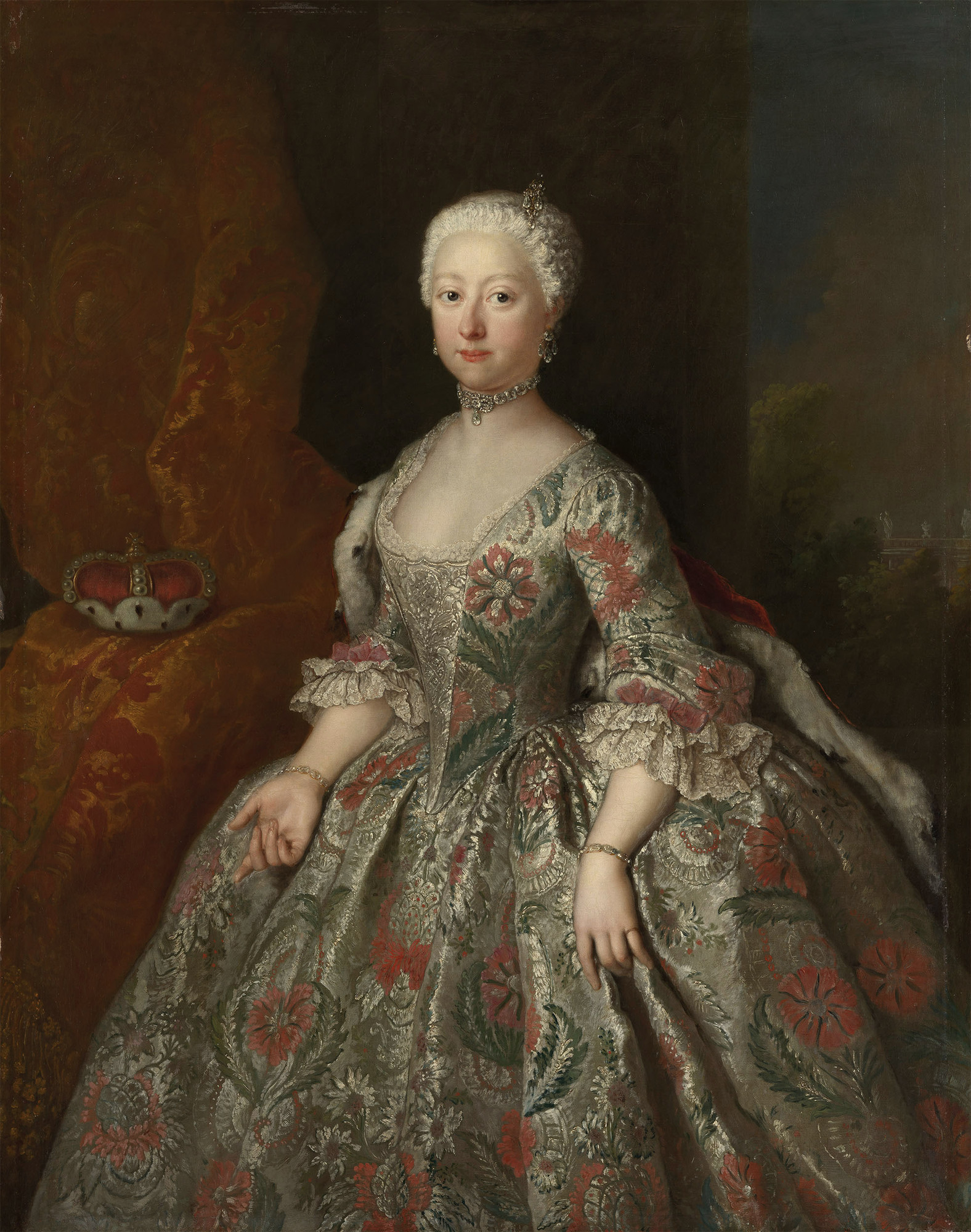

## 家庭
1734年，弗蕾德里克與薩克森-魏森費爾斯的約翰·阿道夫二世結婚，兩人共有1子1女：
1. 奧古斯特·阿道夫（1739年—1740年），夭折
2. 弗蕾德里克（1741年—1751年），早逝